# Инглинги
Инглингите са най-старата известна династия скандинавски владетели (конунги). Тя може да бъде разделена на следните три клана:
- Скилфинги (на старонорвежки: Skilfingar), полулегендарен клан шведски владетели през Ерата на миграциите, сред чиито представители са Еадгилс, Онела и Отар. В т.нар. Ættartolur, представляващ списък с родословията включени към сагата „Как се заселваше Норвегия“ (Hversu Noregr byggdist) се казва, че Скилфингите са от норвежки произход и включват в себе си и рода Скьолдунги. А в поемата Grímnismál (строфа 55) Скилфинг е едно от названията на Один, същата информация може да се намери и в Гюлфагининг.
- Хардради (Светлокосите), които произхождат от владетелите на Опланд, Норвегия. Според оцелели ранни извори като Инглингатал и „Книга за исландците“ тези владетели произхождат от шведските Скилфинги в Упланд, Швеция.
- Кланът от Мунсьо, шведска династия. Според мнозинството учени най-ранните владетели от този клон на династията Ерик Победоносния и Олаф Скьотконунг са исторически фигури.

Някои ранни владетели вероятно са митични фигури, докато други са реални. Това се отнася особено за Еадгилс, Отар и Але, които са отбелязани в няколко източника и е много вероятно да са били наистина владетели.
Столицата на първите владетели на Инглингите е била Гамла Упсала. По-късно исторически доказаните фигури от династията са управлявали Швеция (от първата половина на IX век до 1060 г.) и Норвегия (от първата половина на IX век до 1319 г.). Книга за исландците разказва, че редица представители на тази династия са се установили в Исландия и са станали част от местната аристокрация (Хората от Долината на сьомгата).